# Uromyces coloradensis
Uromyces coloradensis ist eine Ständerpilzart aus der Ordnung der Rostpilze (Pucciniales). Der Pilz ist ein Endoparasit der Hülsenfrüchtlergattung Vicia. Symptome des Befalls durch die Art sind Rostflecken und Pusteln auf den Blattoberflächen der Wirtspflanzen. Sie ist im westlichen Nordamerika verbreitet.

## Merkmale

### Makroskopische Merkmale
Uromyces coloradensis ist mit bloßem Auge nur anhand der auf der Oberfläche des Wirtes hervortretenden Sporenlager zu erkennen. Sie wachsen in Nestern, die als gelbliche bis braune Flecken und Pusteln auf den Blattoberflächen erscheinen.

### Mikroskopische Merkmale
Das Myzel von Uromyces coloradensis wächst wie bei allen Uromyces-Arten interzellulär und bildet Saugfäden, die in das Speichergewebe des Wirtes wachsen. Ihre Spermogonien wachsen beid- oder überwiegen unterseitig auf den Wirtsblättern. Die zwischen ihnen wachsenden Aecien der Art sind weißlich und später gelb. Ihre hyalinen Aeciosporen sind 21–26 × 17–19 µm groß, kugelig bis breitellipsoid und warzig. Uredien bildet der Pilz offenbar nicht aus. Die beidseitig wachsenden Telien der Art sind zimtbraun, pulverig und unbedeckt. Die gold- bis hell kastanienbraunen Teliosporen sind einzellig, in der Regel eiförmig bis langellipsoid, warzig und meist 22–30 × 17–19 µm groß. Ihre Stiele sind farblos.

## Verbreitung
Das bekannte Verbreitungsgebiet von Uromyces coloradensis reicht von British Columbia und Alberta bis nach New Mexico und Kalifornien.

## Ökologie
Die Wirtspflanzen von Uromyces coloradensis sind diverse Vicia-Arten. Der Pilz ernährt sich von den im Speichergewebe der Pflanzen vorhandenen Nährstoffen, seine Sporenlager brechen später durch die Blattoberfläche und setzen Sporen frei. Die Art durchläuft einen mikrozyklischen Entwicklungszyklus mit Spermogonien, Aecien und Telien. Als heteroöker Parasit macht sie keinen Wirtswechsel durch.